# Ioane, cum e la construcții?
Ioane, cum e la construcții? este un film românesc din 1983 regizat de Sabina Pop.